# STS-114
STS-114 (nazywana też Return to Flight 2 – Powrót do Lotu 2) – pierwsza misja amerykańskiego wahadłowca po trwającej 907 dni przerwie spowodowanej katastrofą Columbii. Podczas misji użyto po raz pierwszy instrumentu OBSS. Biorący w niej udział wahadłowiec Discovery wystartował 26 lipca 2005 o godzinie 10:39 EDT (16:39 czasu polskiego), pomimo wykrytej kilkanaście dni wcześniej usterki jednego z czterech czujników poziomu paliwa w zewnętrznym zbiorniku. Awaria ta spowodowała przesunięcie terminu startu, zakładanego wcześniej na 13 lipca 2005. Misję, która zgodnie z planem powinna zakończyć się 7 sierpnia 2005 przedłużono o jeden dzień. 8 sierpnia około godz. 10:52 astronauci przelecieli nad południową Polską. Ostatecznie misja zakończyła się pomyślnym lądowaniem w bazie Edwards w Kalifornii 9 sierpnia 2005 o godzinie 14:11 czasu polskiego (12:11 UTC).

## Załoga
źródło
- Eileen M. Collins (4)*, dowódca
- James Kelly (2), pilot
- Soichi Noguchi (1) (JAXA), specjalista misji (Japonia)
- Stephen K. Robinson (3), specjalista misji
- Andy Thomas (4), specjalista misji
- Wendy Lawrence (4), specjalista misji
- Charles Camarda (1), specjalista misji

*(liczba w nawiasie oznacza liczbę lotów odbytych przez każdego z astronautów)

## Parametry misji
- Masa:
  - startowa orbitera: 121 483 kg
  - lądującego orbitera: 102 913 kg
- Perygeum: 350 km
- Apogeum: 355 km
- Inklinacja: 51,6°
- Prędkość: 27 661 km/h
- Okres orbitalny: 91,6 min

## Charakterystyka misji
STS-114 była stosunkowo obszernie relacjonowana w mediach (które jednak nie ustrzegły się przy tym wielu merytorycznych błędów), jako pierwszy lot wahadłowca od katastrofy Columbii. Była to jednocześnie druga tego typu misja dowodzona przez kobietę.

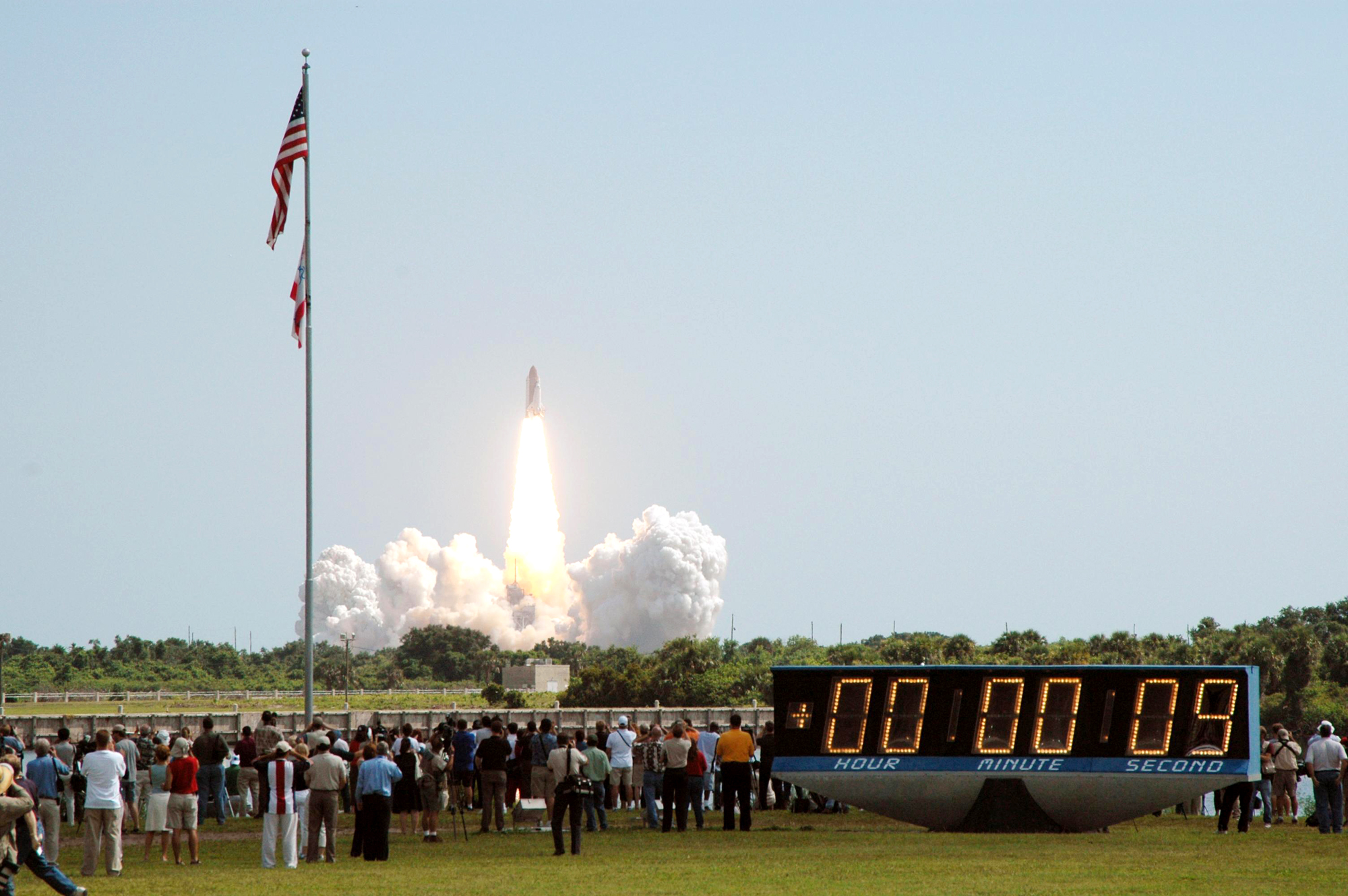
Wahadłowiec Discovery wznosi się ponad kompleksem startowym w Centrum Lotów Kosmicznych im. Kennedy’ego, Floryda, 10:39 czasu lokalnego, 26 lipca 2005.

STS-114 dostarczył na Międzynarodową Stację Kosmiczną niezbędne zaopatrzenie, jednakże głównymi celami misji były naprawa żyroskopów stacji, a także gruntowne przetestowanie systemów bezpieczeństwa i metod naprawy poszycia wahadłowców. Discovery zawiózł także na ISS zbudowany przez Włoską Agencję Kosmiczną moduł Raffaello Multi-Purpose Logistics Module oraz platformę External Stowage Platform-2 (ESP-2).
Astronauci mieli w planie trzy spacery kosmiczne podczas połączenia z ISS. Pierwszy, odbyty 31 lipca w godzinach 11:46-18:36 czasu polskiego przez Robinsona i Noguchi, posłużył do wymiany okablowania żyroskopu stacji, przetestowania procedury naprawy płytek osłony oraz zamontowania na module Quest urządzenia do przechowywania narzędzi i części. Wymieniona została również antena GPS. Podczas drugiego spaceru wymieniono na nowy jeden z czterech żyroskopów stabilizujących położenie stacji. Podczas trzeciego spaceru astronauci zainstalowali platformę ESP-2, a także przeprowadzili pierwszą w historii naprawę wahadłowca na orbicie. Robinson asekurowany przez Noguchiego, usunął fragment pianki izolacyjnej, tkwiący pomiędzy płytkami osłony termicznej. Po raz pierwszy  w czasie lotu astronauci dostali się pod dolną część kadłuba wahadłowca.

## Niespodzianki podczas startu

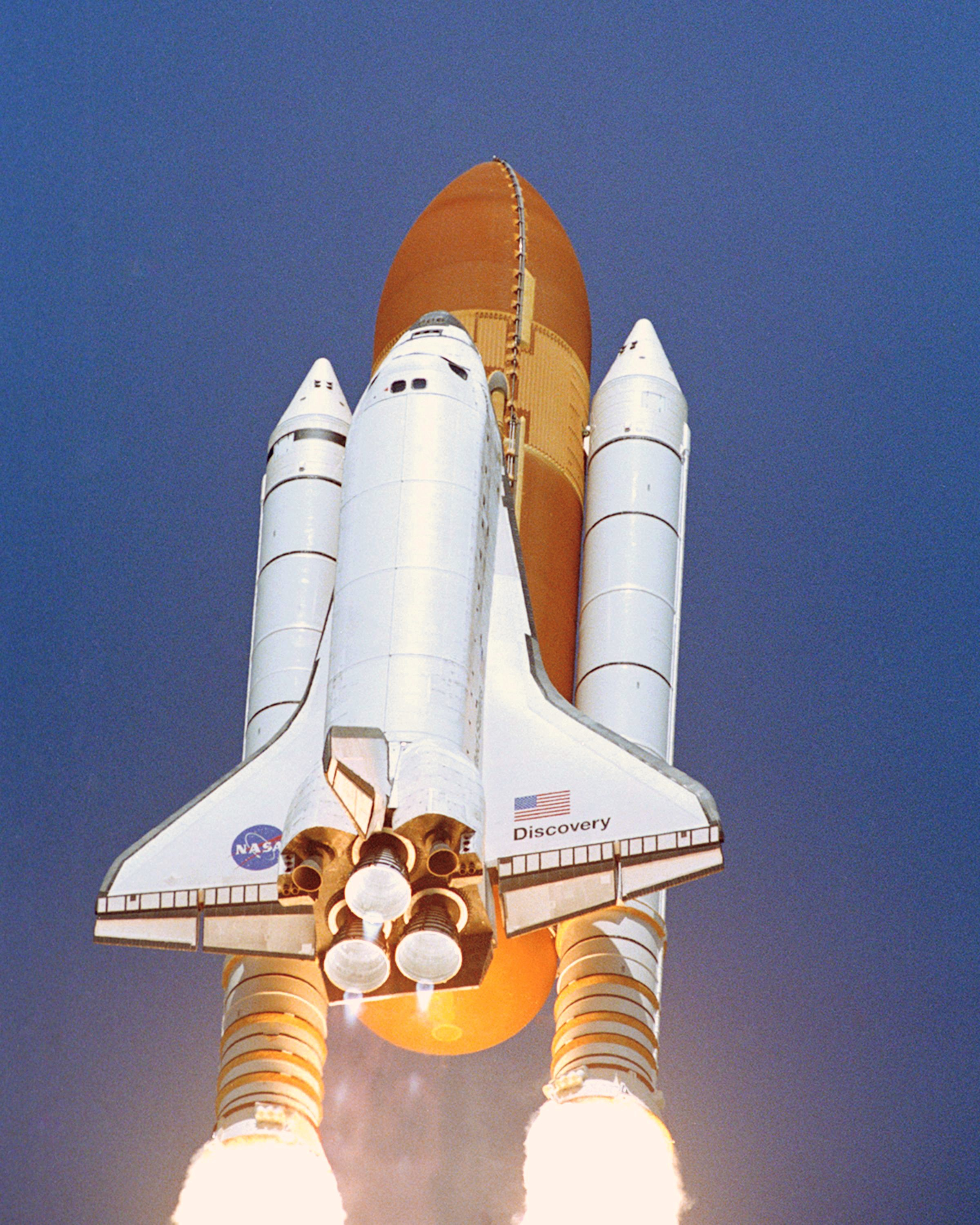
Discovery zmierzający w przestrzeń kosmiczną, kilka sekund po starcie

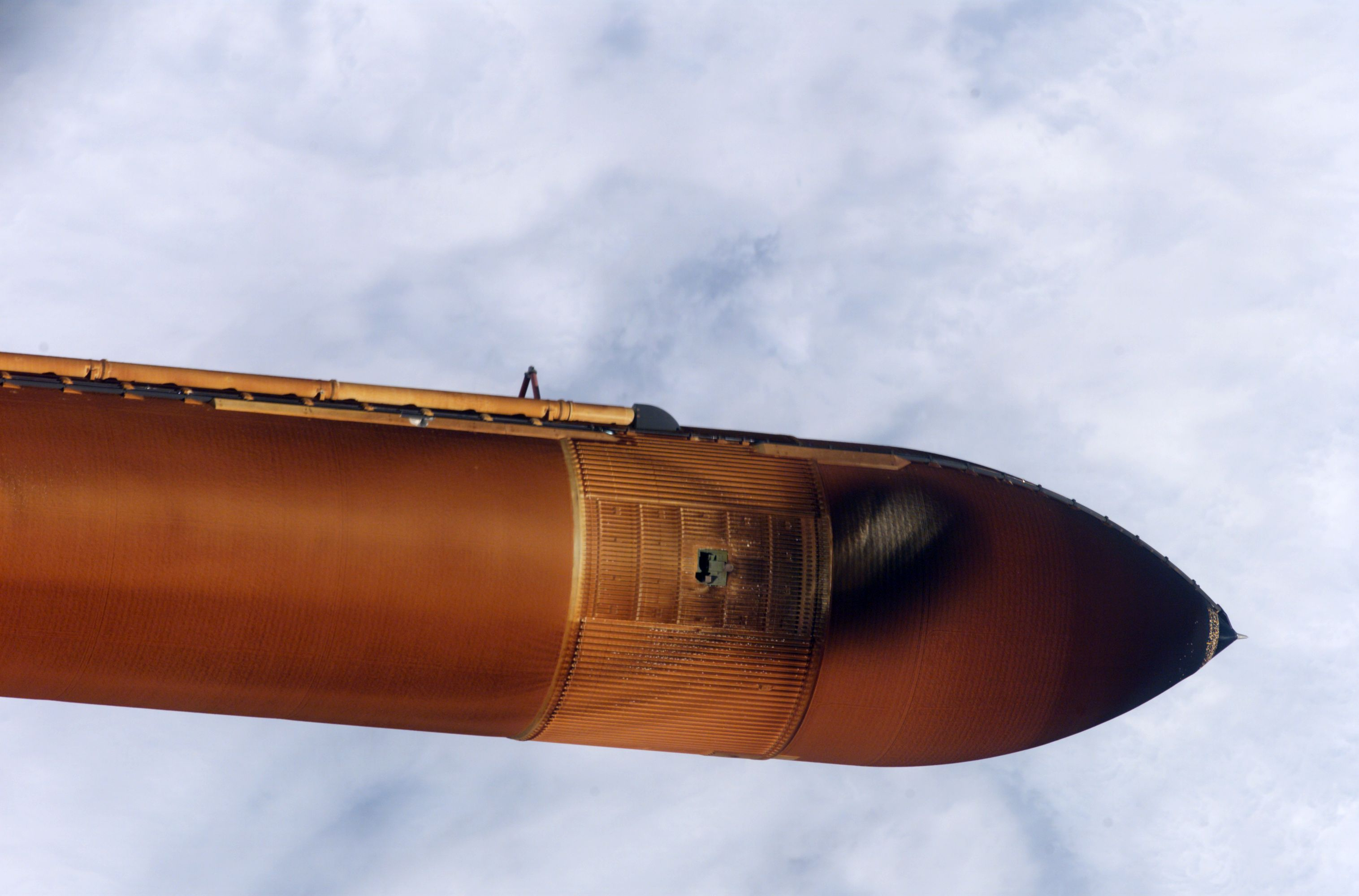
Zewnętrzny zbiornik po odłączeniu od orbitera

Oderwanie się fragmentu pianki izolacyjnej zbiornika paliwa

Pierwsze nieprzewidziane zdarzenie miało miejsce już 2,5 sekundy po starcie. Wahadłowiec zderzył się ze sporych rozmiarów ptakiem – prawdopodobnie myszołowem. Szczęśliwie na tym etapie lotu prędkość promu była jeszcze na tyle mała, że zdarzenie to można uznać za istotne jedynie dla myszołowa. Uderzył on w zbiornik paliwa, nieco poniżej jego czubka, po czym obsunął się w dół.
Po około minucie od chwili startu od wahadłowca z nieznanych dotychczas przyczyn oderwał się niewielki (ok. 3,8 cm) fragment płytki osłony termicznej. Powstały ubytek zlokalizowany był w tylnej części klapy przedniego podwozia. Obszar ten przy wchodzeniu w atmosferę przed lądowaniem ulega ekstremalnemu nagrzaniu. Jednak uszkodzenia tej wielkości wielokrotnie miały już miejsce w przeszłości i nie stwarzają zagrożenia dla pojazdów.
Kilka sekund po odłączeniu rakiet pomocniczych, od Protuberance Air Load Ramp, osłaniającej przewody ciśnieniowe na zewnętrznym zbiorniku paliwa, oderwał się duży fragment pianki termoizolacyjnej (zobacz animację z prawej strony). Jego rozmiary szacuje się na 61-84 cm długości i 25-35 cm szerokości, zaś masę na o połowę mniejszą od masy odłamka który spowodował zniszczenie Columbii.
Ponadto zdarzenie nastąpiło znacznie wyżej niż w 2003 roku, przez co nawet gdyby doszło do uderzenia, prędkość pianki względem orbitera nie byłaby wystarczająca (wskutek niewielkiej gęstości powietrza na tej wysokości nie zdążyłaby zbytnio wyhamować), by spowodować poważniejsze uszkodzenia. Tym niemniej sam fakt odpadnięcia pianki dowiódł, że NASA nie wywiązała się z zaleceń komisji badającej sprawę Columbii i loty wahadłowców wciąż niosą ze sobą duże ryzyko. Bill Parsons, dyrektor programu lotów wahadłowców, jeszcze w dniu startu Discovery ogłosił zawieszenie najbliższych misji do momentu skutecznego rozwiązania problemu.

## Plan awaryjny

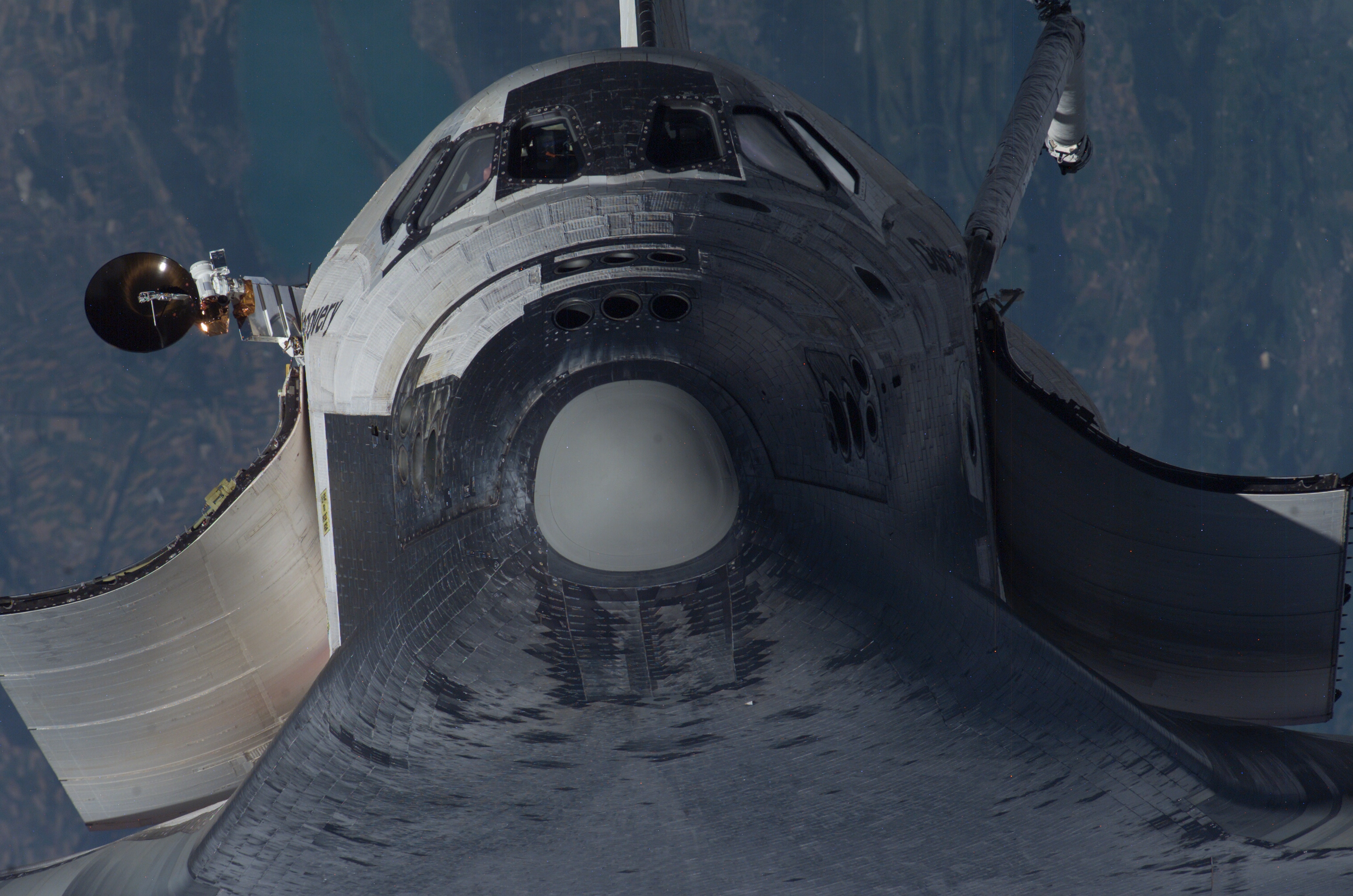
Discovery w misji STS-114 prezentuje osłonę cieplną wahadłowca

Po katastrofie Columbii w misji STS-107 postanowiono, by podczas kolejnych lotów przygotowywać do wyjścia na orbitę dwa wahadłowce, z których jeden pozostawałby na Ziemi i w razie potrzeby mógł szybko ewakuować załogę drugiego.
Jeśli z jakichś przyczyn Discovery nie byłby w stanie wrócić na Ziemię, załoga miała pozostać na stacji kosmicznej, do czasu przybycia promu Atlantis (NASA oznaczała taką misję jako STS-300).

W misji STS-114 wahadłowiec Discovery zanim przycumował do Międzynarodowej Stacji Kosmicznej, w odległości 180 metrów od stacji wykonał manewr Rendezvous Pitch Maneuver (RPM), umożliwiając w ten sposób załodze stacji wykonanie cyfrowych zdjęć osłony termicznej promu. Zdjęcia wykonywali amerykański astronauta John Phillips obiektywem 400 mm i rosyjski kosmonauta Siergiej Krikalow obiektywem 800 mm. Zdjęcia były przesłane na Ziemię i analizowane, w celu oszacowania stanu technicznego osłony termicznej wahadłowca. Od tych zdjęć, między innymi, zależało uruchomienie, lub nie, planu awaryjnego. Począwszy od misji STS-114 manewry RPM stały się manewrami standardowymi każdej misji.
Pomoc w ewentualnej akcji ratunkowej zaoferowała też strona rosyjska – Nikołaj Sewastianow, dyrektor przedsiębiorstwa RKK Energia powiedział: „Jeśli okaże się to konieczne, będziemy w stanie sprowadzić do domu dziewięciu astronautów na pokładzie trzech pojazdów Sojuz w styczniu i lutym przyszłego roku”.

## Powrót na Ziemię

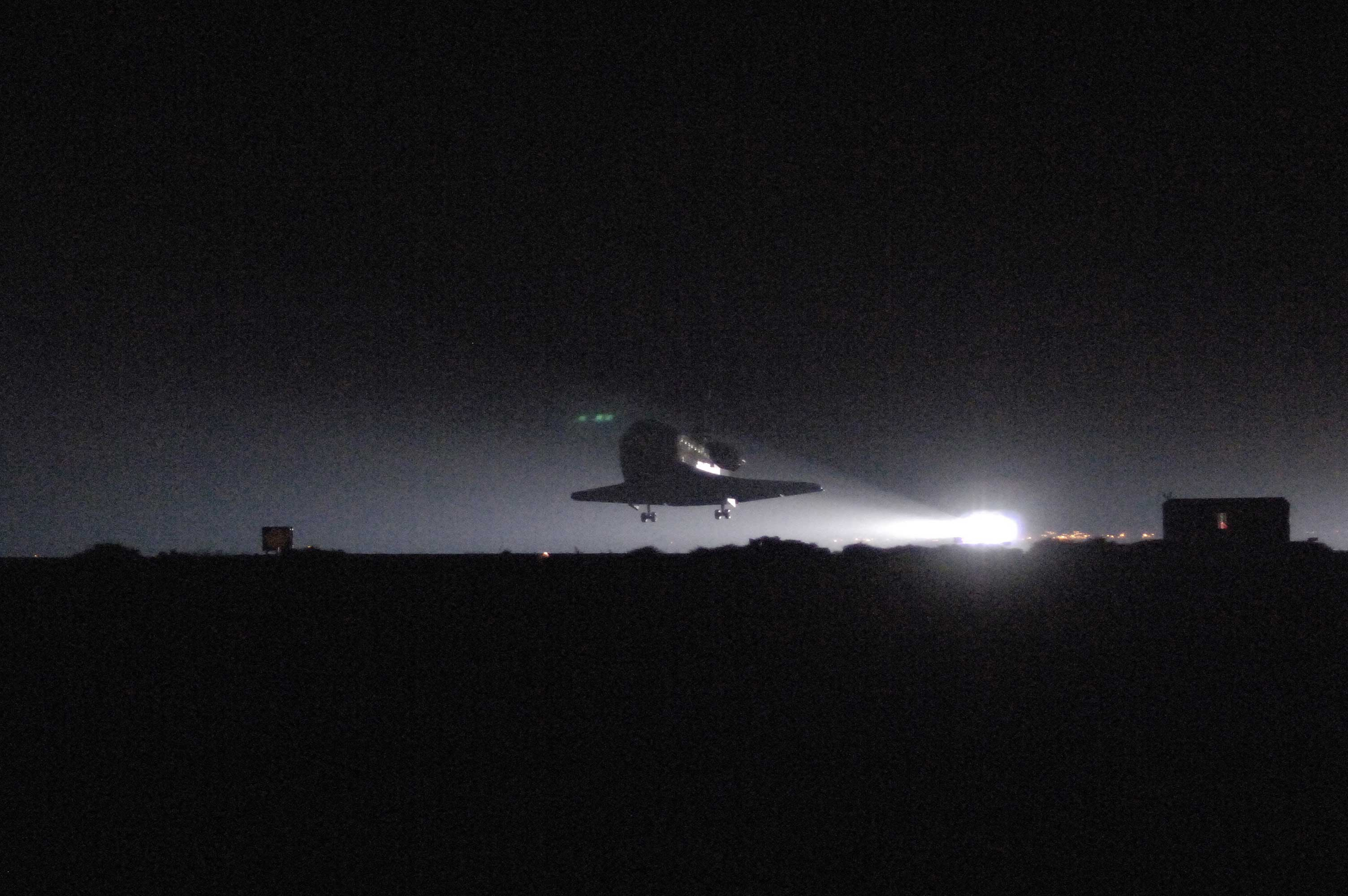
Moment lądowania Discovery w bazie Edwards

Planowo prom Discovery miał wrócić na Ziemię 8 sierpnia 2005 o 10:46 czasu warszawskiego. Jednak z powodu złych warunków atmosferycznych na przylądku Canaveral w stanie Floryda NASA najpierw przesunęła lądowanie, a następnie je odwołała.
Następnego dnia, 9 sierpnia 2005 roku Discovery i jego załoga mieli planowo wrócić na Ziemię o 11:07 czasu warszawskiego. Jednakże, znów ze względu na złe warunki atmosferyczne, NASA przesunęła je na 12:43 polskiego czasu. Pół godziny przed planowanym rozpoczęciem procedury lądowania na Florydzie, z powodu nadal pogarszających się warunków atmosferycznych NASA podjęła decyzję o zmianie miejsca powrotu wahadłowca na bazę amerykańskich sił powietrznych Edwards w stanie Kalifornia. Jako alternatywę przewidywano nawet jeszcze późniejsze lądowanie w bazie White Sands w stanie Nowy Meksyk. Agencja kosmiczna zaplanowała powrót na 14:12 czasu warszawskiego. Przed godziną 13:00 załoga wahadłowca otrzymała pozwolenie na zejście z orbity i wylądowania w bazie, w Kalifornii. O 13:06 prom rozpoczął procedurę powrotu, a 24 minuty później wszedł w atmosferę. Gdy prom wchodził w atmosferę, najbardziej obawiano się przegrzania kadłuba, czyli tego, co spotkało wahadłowiec Columbia. O 14:11 czasu warszawskiego wahadłowiec Discovery z 7-osobową załogą na pokładzie wylądował w bazie lotniczej Edwards w południowej Kalifornii.

### Skutki niepogody
- Do bazy Edwards trzeba było wysłać specjalną 200-osobową ekipę (rodziny siedmiorga astronautów oczekiwały na przylądku Cap Canaveral).
- Prom należało przetransportować na Florydę.
- Lądowanie w Kalifornii kosztowało dodatkowo jeden milion dolarów.